# Syllable
Syllable era un sistema operativo open source per processori x86 Pentium Intel  o compatibili. Il proposito è di creare un sistema operativo desktop di semplice utilizzo studiato per l'utilizzo casalingo o per piccoli uffici. È un fork del sistema operativo AtheOS, il cui sviluppo è fermo a luglio 2002. Lo sviluppo di Syllable è stato sospeso alla versione 0.6.7, nel 2012, per cui il suo utilizzo non é consigliato in ambienti produttivi in quanto incompleto e obsoleto. risulta comunque interessante a fini storici e di studio del codice sorgente.
È dotato nativamente di browser  (ABrowse), client email (Whisper), media player, IDE, e varie altre applicazioni.
Tra le funzionalità:
- File system journaling e AtheOS File System
- API C++
- Ambiente desktop grafico
- Compatibile POSIX al 99%
- È stato fatto il porting di molti software: Emacs, Vim, Perl, Python, Apache etc.
- Preemptive multitasking con multithreading
- Supporto multiprocessore per il Multiprocessing simmetrico
- Drivers per diversi dispositivi hardware (video, audio, schede di rete)

## Storia
Syllable è ispirato a AtheOS, sistema operativo nato nel 2001.
Kristian Van Der Vliet e alcuni altri sviluppatori vollero però continuare a lavorare sugli stessi obiettivi di AtheOS e ne presero allora il codice sorgente, per poi modificarlo e rilanciarlo col nome Syllable. Il nome nacque da un'idea di Van Der Vliet: vedendo che i nomi dei sistemi operativi di successo erano formati da più sillabe, gli venne in mente di chiamare il suo sistema "Syllable".

## Caratteristiche
Syllable ha caratteristiche simili a Linux, ma si differenzia da esso per il tempo di avvio veloce e un'interfaccia molto "user friendly" (cioè facile da usare).
Ci sono due CD disponibili di Syllable, uno è il LiveCD, che permette di provarlo senza modificare nulla sul computer, ed un altro è il CD di installazione, che nonostante serva a installare un sistema semplice da utilizzare ha un'interfaccia spartana ed è difficile per un utente normale riuscire a capire qualcosa dell'installazione.
Syllable ha una barra delle applicazioni posta in alto, senza averne anche una in basso come altri sistemi operativi. Appena installato ha questa barra molto spoglia, ma gli si possono aggiungere un orologio e varie icone utili.
I programmi disponibili sono pochi, ma essenziali (editor di testo, software di masterizzazione, browser web).
Il supporto Hardware di Syllable, infine, è molto ampio: supporta moltissime schede video e audio, con una buona configurazione automatica che spesso non richiede l'intervento dell'utente.